# Putra di Perlis
Il maresciallo di campo Harrun Putra ibni Syed Hassan Jamalullail (Arau, 25 novembre 1920 – Kuala Lumpur, 16 aprile 2000) è stato Ragià di Perlis dal 1945 al 2000 e Yang di-Pertuan Agong della Malaysia dal 1960 al 1965.

## Origini, istruzione e carriera iniziale
Putra di Perlis nacque ad Arau il 25 novembre 1920 ed era figlio di Syed Hassan bin Syed Mahmud Jamalullail (1897 - 1935), erede presuntivo al trono di Perlis e della sua moglie borghese Wan Teh binti Wan Endut (morta nel 1952). Venne istruito alla Arau Malay School e poi alla Penang Free School tra il 1937 e il 1939. All'età di 18 anni, si unì al servizio amministrativo di Perlis, diventando magistrato e nel 1940, fu trasferito a Kuala Lumpur per servire come secondo magistrato presso il Tribunale Penale.

## Controversie nella successione al trono di Perlis
Il quarto raja di Perlis, Syed Alwi non si sposò e non ebbe figli. Tuttavia, aveva diversi fratellastri che entrarono in competizione per il ruolo di erede presuntivo. La successione al trono di Perlis non era automatica e un erede presuntivo doveva essere confermato in questo incarico dal Consiglio di Stato che comprende il raja e diversi altri notabili.
Il nonno paterno di Putra, Syed Mahmud, era il figlio maggiore del terzo raja Saffi. Era anche fratellastro di Syed Alwi. Syed Mahmud aveva servito come Raja Muda fino al 1912, quando fu condannato e incarcerato ad Alor Setar, nel Kedah, fino al 1917. Due anni più tardi, morì nella stessa città. Il 6 dicembre 1934, il figlio di Syed Mahmud, Hassan fu, con tre voti contro uno, scelto dal Consiglio di Stato come Bakal Raja o erede presuntivo. Tuttavia egli morì il 18 ottobre 1935.
Il 30 aprile 1938, ancora una volta con tre voti contro uno, il Consiglio di Stato scelse Syed Putra (figlio di Syed Hassan) come Bakal Raja. Questa scelta venne contrastata da Syed Hamzah, fratellastro minore del raja Syed Alwi e vicepresidente del Consiglio di Stato, per il fatto che Syed Putra era troppo lontano dal trono in base alle leggi di successione islamiche. Tuttavia, i governanti coloniali britannici accettarono la nomina di Syed Putra.

## L'occupazione giapponese
Allo scoppio della seconda guerra mondiale, il raja Syed Alwi si ritirò a Kuala Kangsar, nel Perak. Tornò a Perlis il 28 dicembre 1941 ma era già molto malato e gli affari di stato venivano condotti da Hamzah. Putra era al momento in servizio nella magistratura a Kuala Lumpur e glivenne consigliato dal sultano Musa Ghiatuddin Riayat Shah di Selangor di rimanere lì. Nel maggio del 1942, Syed Hamzah convinse il sovrano a ritirare la nomina di Syed Putra come Bakal Raja e di sostituirlo con lui. Il raja Syed Alwi morì ad Arau il 1º febbraio 1943 e il giorno dopo, prima del funerale, Syed Hamzah fu proclamato quinto raja di Perlis con il consenso del governatore militare giapponese di Kedah e Perlis.
Syed Putra e la sua famiglia soggiornarono a Klang fino 15 maggio 1942 quando tornarono a Perlis. Vivevano in una capanna nei pressi della stazione ferroviaria di Arau e ricevevano un assegno di 90 dollari al mese da Syed Alwi fino alla morte di quest'ultimo. Il 29 marzo 1945 partì per il Kelantan, lo Stato di residenza della consorte Tengku Budriah, dove vendeva dolci e merci varie.

## Il ritorno dei britannici
L'Amministrazione Militare Britannica (BMA), guidata da Lord Louis Mountbatten rifiutò di riconoscere Syed Hamzah come raja. Il 17 settembre 1945, il monarca abdicò  per andare poi in esilio in Thailandia. Morì ad Arau il 20 febbraio 1958.
Il 4 dicembre 1945 Syed Putra venne investito ufficialmente presso l'Istana di-Raja di Arau. Tornò a Perlis via Padang Besar. Fu inocoronato il 12 marzo 1949.

## L'esperimento dell'Unione malese
Syed Putra contestò il trattato istitutivo dell'Unione malese sulla base del fatto che contravveniva al trattato del 1930 tra Perlis e il Regno Unito. Tuttavia, nonostante le sue proteste firmò sotto costrizione, spinto dagli inglesi. Successivamente, come tutti gli altri governanti malesi, Syed Putra ripudiò il trattato.

## Elezione a Vice Yang di-Pertuan Agong
Syed Putra venne eletto vice Yang di-Pertuan Agong dai governanti malesi e servì in quella carica dal 14 aprile 1960 fino alla morte di Hisamuddin di Selangor il 1º settembre 1960.

## Elezione a Yang di-Pertuan Agong
Il sovrano fu eletto terzo Yang di-Pertuan Agong della Federazione della Malesia il 21 settembre 1960. Si installò nel palazzo di Istana Negara il 4 gennaio 1961. Il 16 settembre 1963 divenne Yang di-Pertuan Agong della Malesia, essendosi aggregati alla precedente entità politica il Borneo del Nord, Sarawak e Singapore. Terminò il suo mandato il 20 settembre 1965.

## Ruolo come monarca
Nel settembre del 1963 venne fondata la Malaysia moderna e Almarhum Tuanku Syed Putra divenne noto come l'ultimo re della vecchia Malesia, il primo re della nuova Malesia e l'unico re malese che Singapore abbia mai avuto nella storia moderna.
Il mandato fu caratterizzato dal confronto tra l'appena creata Malesia e la sua grande vicina, l'Indonesia. Si offrì di restare come Yang di-Pertuan Agong oltre il termine del suo mandato, per vedere la fine del confronto, ma questa proposta fu respinta dal primo ministro Tunku Abdul Rahman.
Come Yang di-Pertuan Agong, ordinò l'adeguato trattamento delle insegne reali, che riteneva fossero in parte responsabili della misteriosa malattia finale e morte del predecessore.
Lo Stadio Negara, il palazzo del Parlamento, il museo di Muzium Negara, l'Aeroporto di Subang-Sultano Abdul Aziz Shah, la moschea di Masjid Negara e le banchine dello stretto di Klang rappresentano alcune delle pietre miliari del progresso che ha segnato il felice regno del re.
Ci furono anche momenti tristi. Syed Putra fu turbato dall'espulsione di Singapore dalla Malesia, avvenuta il 9 agosto 1965, appena tre settimane prima delle celebrazioni di Merdeka, e circa un mese prima della scadenza del suo mandato.

## Ultimi anni, morte e funerale
Raja Syed Putra divenne il decano dei governanti malesi, dando consigli ai sovrani più giovani, in particolare durante la crisi costituzionale con l'allora primo ministro Mahathir Mohamad nel 1983 e di nuovo nel 1993. Morì al National Heart Institute di Kuala Lumpur il 16 aprile 2000. A quel tempo, era il più anziano monarca del mondo, posizione che aveva ereditato dal Principe Francesco Giuseppe II del Liechtenstein nel 1989. Fu sepolto nel Mausoleo Reale di Arau, Perlis.

## Vita personale
Nel 1941 sposò Tengku Budriah binti Tengku Ismail del Patani che servì come Raja Perempuan di Perlis e come Raja Permaisuri Agong. Dal matrimonio nacquero cinque figli e cinque figlie:
- Tuanku Syed Sirajuddin;
- Dato' Sri di-Raja Syed Badar ud-din;
- Dato' Sri di-Raja Syed Amir Zainal-Abidin;
- Dato' Sri di-Raja Syed Razlan;
- Dato' Sri di-Raja Syed Zainal-Anwar;
- Dato' Sri di-Raja Sharifa Salwa;
- Dato' Sri di-Raja Sharifa Jalaina;
- Dato' Sri di-Raja Sharifa Azwan;
- Dato' Sri Sharifa Junetta;
- Dato' Sri Sharifa Endah.

Nel 1952 sposò Che Puan Mariam (nata Riam Pessayanavin; 1924 - 1985). Era una musulmana di Bangkok e fu "Miss Siam" nel 1939. Dal matrimonio nacquero tre figli e una figlia:
- Dato' Sri Syed Zainal-Rashid;
- Dato' Sri Syed Azni;
- Dato' Sri Syed Badlishah;
- Dato' Sri Sharifa Melanie.

## Onorificenze[22]

### Onorificenze malesi
Personalmente è stato insignito dei titoli di: